# Kaspar Frey
Kaspar Frey (* um 1460/70 in Baden im Aargau; † um 1526/27 in Zürich) war ein Schweizer Chronist und Verwaltungsbeamter in Diensten der Städte Baden im Aargau und Zürich sowie der Abtei St. Gallen.

## Leben
Kaspar Frey wurde um 1460/70 in Baden im Aargau geboren. Er stammte aus einer alteingesessenen Familie von Metzgern, die zur städtischen Führungsschicht gehörte und im 15. und 16. Jahrhundert mehrfach Angehörige in den Stadtrat entsandt hatte. Sein Vater Hans besetzte von 1487 bis zu seinem Tod 1497 mit Unterbrechungen das Amt des Badener Schultheissen. Über seine Mutter, die aus der Brugger Familie Zehender stammte, war Kaspar Frey entfernt verwandt mit dem langjährigen Zürcher Stadtschreiber Ludwig Ammann. Wahrscheinlich um 1486/87 verheiratete sich Frey mit Gertrud, der Tochter des Badener Gastwirts Rüdiger Bind vom Falken. Die Ehe blieb wahrscheinlich kinderlos.

### Studium und Ausbildung (1481–1494)
Kaspar Frey studierte 1481/82 an der Universität Basel und 1483/84 in Paris, wo er sein Studium mit dem Bakkalaureat abschloss. Möglicherweise noch an der Universität Paris oder an einer anderen Universität erwarb er danach auch den Grad eines Magister Artium. Zurück in seiner Heimatstadt Baden diente er dort zwischen 1487 und 1492 als Mitglied des Stadtgerichts und 1487/88 als Einungsmeister, der für den Einzug städtischer Strafgelder verantwortlich war. Bis 1494 hatte er eine Ausbildung zum Notar absolviert, vermutlich bei dem damaligen Stadtschreiber Ulrich Zasius, mit dem ihn zeitlebens eine enge Freundschaft verband.

### Stadtschreiber und Schultheiss von Baden (1494–1499)
Im Frühjahr 1494 wurde Frey Nachfolger von Zasius. Unter seiner Ägide wurde die Badener Stadtkanzlei modernisiert, insbesondere durch eine stärkere Ausdifferenzierung der Stadtbücher. Im Sommer 1498 wählte ihn der Badener Rat zum Schultheissen.

### Schwabenkrieg (1499)
Während des Schwabenkriegs 1499 führte Kaspar Frey als Oberster Hauptmann den Oberbefehl über die Truppen der Stadt. Die in Baden stattfindende Tagsatzung begleitete er in dieser Zeit als Protokollant und Schreiber. Bereits im Mai oder Anfang Juni 1499, noch während des Kriegs, schied Frey aus dem Schultheissenamt aus und wechselte in die Dienste des Abts von St. Gallen, Gotthard Giel von Glattburg, dem er von Juli bis September 1499 als Diplomat auf mehreren Tagsatzungen und den Friedensverhandlungen in Schaffhausen und Basel zur Verfügung stand.

### Lehenvogt und Reichsvogt in Diensten der Abtei St. Gallen (1499–1514)
Von Oktober 1499 bis November 1504 besetzte Frey die Stelle eines Lehenvogts der Abtei St. Gallen, einer Art Leiter der Lehensverwaltung. Zwischenzeitlich fungierte er zudem als Stellvertreter des Hofmeisters. Ende November 1504 wurde er von Abt Franz Gaisberg zum äbtischen Reichsvogt über die Gerichtsbezirke Rorschach, Steinach, Goldach und Mörschwil mit Amtssitz in Rorschach am Bodensee bestellt. Seit 1506 war er Mitglied des äbtischen Rats, seit 1510 vertrat er die Abtei auf mehreren Tagsatzungen. Im Frühjahr 1507 nahm Frey als Hauptmann eines St. Galler Verbands auf Seiten des französischen Königs Ludwig XII. an dessen Feldzug gegen die oberitalienische Reichsstadt Genua teil.

### Stadtschreiber in Zürich (1515/16–1526)
Im Herbst 1515 wurde Kaspar Frey zum Stadtschreiber von Zürich gewählt, ein Amt, das er Anfang des Jahres 1516 antrat und bis Frühjahr 1526 ausübte. Der sich seit 1519 entwickelnden Zürcher Reformation unter Ulrich Zwingli stand er positiv gegenüber. Die Stadtkanzlei unter der Leitung von Kaspar Frey stellte eine wichtige Schnittstelle zwischen dem Zürcher Rat und Zwingli dar. Letzterer nahm die Dienste des Stadtschreibers häufig in Anspruch. Frey und Zwingli waren privat miteinander befreundet und teilten ein gemeinsames Interesse an humanistischen Studien. In dem seit 1519 um Zwingli gebildeten humanistischen Lese- und Diskussionskreis war Frey ein anerkanntes Mitglied. Inner- und ausserhalb dieses Kreises zählte er Humanisten wie Heinrich Glarean, Joachim von Watt (Vadian) und Beatus Rhenanus zu seinen Freunden. Im Frühjahr 1526 trat Frey wegen Anzeichen von Gebrechlichkeit von seinem Amt zurück. Er wurde bald danach in den Zürcher Rat gewählt, konnte diese Position jedoch nur wenige Monate geniessen. Zwischen dem 26. September 1526 und 24. Juni 1527 starb Kaspar Frey in Zürich.

## Werk

### Chronistik

#### Schwabenkriegschronik (1499/1500)

##### Aufbau und Inhalt
Kaspar Freys Hauptwerk ist eine vollkommen eigenständige, in deutscher Prosa verfasste Chronik des Schwabenkriegs 1499, die er wohl zwischen September 1499 und April 1500 in St. Gallen niederschrieb. Sie gehört zu den frühesten bekannten Geschichtswerken, die sich mit dieser Auseinandersetzung beschäftigen. Der Text behandelt den Krieg sehr detailreich von seinen Anfängen zum Jahreswechsel 1498/99 bis zum Frieden zu Basel am 22. September 1499. Neben der lebendigen Schilderung militärischer Vorgänge bietet die Chronik eine breite Politik- und Diplomatiegeschichte des Kriegs, mit einer kenntnisreichen Beurteilung der Rolle des französischen Königs Ludwig XII., des Herzogs von Mailand Ludovico Sforza, genannt „il Moro“, und des römischen Königs und Erzherzogs von Habsburg-Österreich Maximilian I. Hier zeichnet sich Frey vor allem durch eine extrem negative Haltung gegenüber Ludwig XII. aus, 1499 immerhin ein wichtiger Verbündeter der Eidgenossen, während der Kriegsgegner Maximilian relativ positiv dargestellt wird.
Massgebliche Intention der Chronik ist eine explizit gegen den Krieg gerichtete moralische Didaxe, die durch das Beispiel der Geschichte eine Belehrung des Lesers und die Vermittlung eines positiven Handlungsleitfadens für die Zukunft anstrebt. Der Darstellung liegt ein streng kausales Geschichtsverständnis zugrunde, das das eigenverantwortliche Handeln jedes Einzelnen und dessen Konsequenzen betont. Die Kriegsursache sieht Frey in einem kausalen Zusammenhang mit den langjährigen Schmähungen der Schwaben und Österreicher gegen die Eidgenossen, womit er Erstere zugleich als die Alleinschuldigen am Krieg identifiziert und damit auch die vorrangige Zielgruppe seiner moralischen Didaxe zu erkennen gibt. Wahrscheinlich plante Frey eine Drucklegung seines Werks, zu der es aus unbekannten Gründen jedoch nie kam.
Die Darstellung beruht zum Teil auf eigenen Erfahrungen des Chronisten und Augenzeugenberichten. Besonders wertvoll sind die Schilderungen des Kriegsalltags in den Stellungen am Hochrhein bei Koblenz gegenüber Waldshut sowie der Friedensverhandlungen in Schaffhausen und Basel, an denen Frey als St. Galler Diplomat selbst teilgenommen hatte. Daneben verarbeitete Frey zahlreiche Dokumente, vor allem militärische und diplomatische Korrespondenz (Missiven), aber auch urkundliches Material. In einzelnen Fällen war er an der Herstellung dieses Schriftguts selbst beteiligt gewesen, etwa als Schreiber der in Baden veranstalteten Tagsatzungen während des Kriegs. Wahrscheinlich der Zürcher Stadtschreiber Ludwig Ammann vermittelte ihm den Zugang zum Zürcher Kanzleiarchiv, aus dem zahlreiche der in der Chronik verarbeiteten Materialien stammen. Drei Dokumente sind im Text in vollem Wortlaut wiedergegeben: die von den Eidgenossen erbeutete Kriegsordnung des Schwäbischen Bunds, das als Einblattdruck verbreitete Mandat König Maximilians I. gegen die Eidgenossen vom 22. April 1499 sowie der Vertrag des Frieden zu Basel.

##### Rezeption und Überlieferung
Die Chronik wurde von der eidgenössischen Geschichtsschreibung des 16. Jahrhunderts breit rezipiert. Wohl bereits im Frühjahr 1500, zu einem Zeitpunkt als Freys Chronik möglicherweise selbst noch im Entstehen war, wandelte Niklaus Schradin, Kanzleischreiber der Abtei St. Gallen und zeitweiliger Arbeitskollege Kaspar Freys, Teile der Prosaerzählung in Verse um, die er in seiner zum 1. September 1500 in Sursee gedruckten Reimchronik des Schwabenkriegs verarbeitete. Über Schradin fand die Darstellung des Kriegs Eingang in die Luzerner Geschichtsschreibung, allen voran die Eidgenössische Chronik des Petermann Etterlin (1507) und die Luzerner Chronik des Diebold Schilling (1513).
Wahrscheinlich über Ludwig Ammann, der sich Frey als Korrekturleser für eine geplante Druckveröffentlichung zur Verfügung gestellt haben könnte, gelangte die Chronik nach Zürich, wo sie von dem unbekannten Autor (möglicherweise Heinrich Utinger) der so genannten „Zürcher Schwabenkriegschronik“ um 1501/03 verwendet wurde. Dieses Werk, das grosse Teile von Freys Text fast wörtlich enthält, wurde um 1508/16 von dem Zürcher Kleriker und Chronist Heinrich Brennwald als massgebliche Vorlage für die Schwabenkriegsdarstellung in dessen grosser Schweizer Chronik verwendet. Daneben kannte Brennwald jedoch auch Kaspar Freys Chronik, die er zur Ergänzung und Korrektur einzelner Schilderungen einsetzte.
Von Zürich aus gelangte die Chronik um 1520/30 nach Bern, wo sie der Stadtchronist Valerius Anshelm gemeinsam mit Brennwalds Text für die Herstellung seiner Berner Chronik auswertete. Auch Anshelm übernahm Freys Text teilweise wörtlich in das eigene Werk. Die Chronik blieb danach vermutlich in Besitz Anshelms und ging nach dessen Tod um 1546/47 in seinen Nachlass ein, wo sie erst im Lauf der 1550er Jahre oder Anfang der 1560er Jahre durch den Berner Dekan und Historiker Johannes Haller wiederentdeckt wurde. Von diesem als eine genuin Berner Chronik angesehen, schickte er den Text in einer Kopie nach Zürich an Samuel Pellikan, Sohn des Theologen und Hebräisten Konrad Pellikan, der einem Kreis von Gelehrten und Historikern um den Universalgelehrten und Antistes Heinrich Bullinger und Johannes Stumpf angehörte. In Pellikans Auftrag entstand um 1560/64 eine Kopie der Chronik, die heute den einzigen erhaltenen Überlieferungsträger von Kaspar Freys Werk darstellt. Sie befindet sich in einer von Samuel Pellikan angelegten Sammelhandschrift mit mehreren anderen chronikalischen Texten (heutiger Standort: Thurgauische Kantonsbibliothek Frauenfeld, Y 149, Nr. 1, fol. 22r–115v).

##### Bedeutung
Der durchgängig originäre Text der Schwabenkriegschronik repräsentiert ein bedeutendes Werk der eidgenössischen Gegenwartschronistik um 1500. Sie stellt eine Art „Urtext“ für die Darstellung des Schwabenkriegs in den historiographischen Traditionen der Orte Zürich, Bern und Luzern dar und prägte damit vor allem in der Schweiz und in der Schweizer Geschichtsforschung das Bild der Auseinandersetzungen von 1499 vom 16. Jahrhundert bis weit in die Moderne. Ohne die historiographische Aufarbeitung des Geschehens durch den Kriegsteilnehmer Kaspar Frey wäre sowohl das Wissen seiner Zeitgenossen als auch der modernen Forschung um bestimmte Aspekte des Krieges um einiges geringer geblieben.

#### Mailänderkriegschronik (um 1503–1510/11)
Als Fortsetzung der Schwabenkriegsdarstellung verfasste Kaspar Frey in mehreren Etappen bis um 1510/11 eine Chronik der Mailänderkriege, in der die Jahre zwischen 1499 und 1509 behandelt werden, mit einem besonderen Blick auf die Rolle der Eidgenossen in den Kämpfen zwischen Frankreich, dem Herzogtum Mailand und dem Königreich Neapel in Oberitalien sowie den Bemühungen um den Romzug König Maximilians I. Der Text entstand auf vergleichbarer Quellengrundlage wie die Erzählung des Schwabenkriegs. Von besonderer Bedeutung ist die Darstellung des Bellinzona-Konflikts zwischen 1501 und 1503 sowie des französischen Feldzugs gegen Genua 1507, an dem Frey als Hauptmann eines St. Galler Aufgebots persönlich teilgenommen hatte und zu dessen Verlauf er detaillierte Auskünfte mitteilt. In dieser Chronikfortsetzung tritt Freys negative Haltung und Kritik an Ludwig XII. noch einmal verschärft in Erscheinung.
Die Mailänderkriegschronik ist nur in einem einzigen Exemplar überliefert, als Kopie in der gleichen Sammelhandschrift, in der auch die Schwabenkriegschronik enthalten ist (Thurgauische Kantonsbibliothek Frauenfeld, Y 149, Nr. 6, fol. 312r–343r; Nr. 8, fol. 379r–423r). Beide Chroniken wurden von Kaspar Frey in einem „Chronikbuch“ zusammengefasst. In dieser Form gelangten beide Texte sowohl an Heinrich Brennwald als auch Valerius Anshelm, die beide auch die Mailänderkriegschronik rezipierten und in ihren eigenen Werken verarbeiteten.

### Übersetzungstätigkeit
Um 1511/12 fertigte Kaspar Frey eine deutsche Prosaübersetzung eines bereits 1495 im Druck erschienenen lateinischen Werks des bekannten Strassburger Humanisten Sebastian Brant über die Geschichte der heiligen Stadt Jerusalem an. Brants Text, der prägnant für das römisch-deutsche Kaisertum und besonders König Maximilian I. Partei ergreift, entsprach offensichtlich Freys eigener politischer Einstellung. Obwohl die Übersetzung nach der Datierung der Vorrede bereits am 17. Juni 1512 fertiggestellt war, dauerte es bis 1518, bis es zu der von Frey gewünschten Drucklegung durch den Strassburger Drucker Johann Knobloch kam.